# San Felipe (Texas)
San Felipe is een plaats (town) in de Amerikaanse staat Texas, en valt bestuurlijk gezien onder Austin County.

## Demografie
Bij de volkstelling in 2000 werd het aantal inwoners vastgesteld op 868.
In 2006 is het aantal inwoners door het United States Census Bureau geschat op 960, een stijging van 92 (10.6%).

## Geografie
Volgens het United States Census Bureau beslaat de plaats een oppervlakte van
22,4 km², waarvan 21,7 km² land en 0,7 km² water. San Felipe ligt op ongeveer 45 m boven zeeniveau.

## Plaatsen in de nabije omgeving
De onderstaande figuur toont nabijgelegen plaatsen in een straal van 20 km rond San Felipe.